# 3811-es busz
A 3811-es jelzésű autóbuszvonal egy Encs és Pamlény között közlekedő helyközi járat, amelyet a Volánbusz Zrt. üzemeltet munkanapokon Baktakék és Krasznokvajda érintésével.

## Útvonala
Encs autóbusz állomásáról indul. A 3-as főút és Forró irányába hagyja el a várost, majd a településen Fancsal felé halad. Azt követően Baktakék jön, majd Alsó- és Felsőgagy. Az Encsről indulók minden esetben betérnek Csenyétére, melyet Gagyvendégi és Gagybátor követ, szintén kitérés megkísérlésével. A szlovák határhoz közel érve egyes járatok Büttöst is érintik, majd úgy Krasznokvajdát, ami után Szászfa található, majd az alig 50 lakosú Pamlény zsákfalu, ahová a buszok inkább turisztikai szempontból jönnek ki, minthogy azt a néhány embert szállítsák.
Ellentétes irányban útvonala változatlan.

## Közlekedése
A menetrendben elsőre soknak tűnhet az indítások száma, de 2 időpontban, 2 helyszínről van csak, viszont teljesen szokatlan napokon, időszakban közlekedik, ezáltal ennek száma ritka, más vonalak szolgálják ki a települést, szintén kevés alkalommal. Encsen vasúti kapcsolatot nyújt Miskolc és Hidasnémeti felé az állomásán. Pamlényből mindössze egy tanítási napokon közlekedő indul.
| Útvonala                                 | Indításszáma | Közlekedése                        |
| ---------------------------------------- | ------------ | ---------------------------------- |
| Encs, aut. áll. ➝ Krasznokvajda, óvoda   | 1 oda        | tanszünetben: kedd, szerda, péntek |
| Encs, aut. áll. ➝ Keresztéte, kápolna    | 1 oda        | tanszünetben: hétfő, csütörtök     |
| Encs, aut. áll. – Pamlény, isk.          | 1 pár        | tanítási napokon                   |
| Baktakék, aut. ford. ➝ Keresztétei elág. | 1 oda        | tanítási napokon                   |
| Baktakék, aut. ford. ➝ Pamlény, isk.     | 1 oda        | tanszünetben munkanapokon          |

## Megállóhelyei
| 0                                                                   | Encs, autóbusz-állomás végállomás               | 0.0 km  | 3720, 3722, 3723, 3728, 3801, 3802, 3803, 3804, 3806, 3808, 3809, 3810, 3812, 3815, 3816, 3819, 3821, 3824 Forró-Encs [90.] |
| Csak az ellentétes irányból érkező érinti.                          |                                                 |         | |
| ∫                                                                   | Encs, iskola                                    | ∫       | 3720, 3722, 3723, 3728, 3802, 3803, 3804, 3806, 3808, 3809, 3810, 3812, 3815, 3816, 3819, 3821, 3824, 3868                  |
| 1                                                                   | Encs, gimnázium                                 | 1.3 km  | 3720, 3722, 3723, 3728, 3802, 3804, 3812, 3815, 3816, 3819, 3821                                                            |
| 2                                                                   | Encsi elágazás                                  | 1.9 km  | 3720, 3722, 3723, 3728, 3802, 3812, 3815, 3816                                                                              |
| 3                                                                   | Forró, fancsali elágazás                        | 3.3 km  | 3720, 3722, 3723, 3728, 3812, 3815, 3816                                                                                    |
| 4                                                                   | Fancsal, alsó bejárati út                       | 6.8 km  | 3722, 3723, 3812, 3815 |
| 5                                                                   | Fancsal, vegyesbolt                             | 7.3 km  | 3722, 3723, 3812, 3815 |
| 6                                                                   | Baktakék, fancsali elágazás                     | 11.2 km | 3716, 3719, 3722, 3812, 3815, 3830                                                                                          |
| 7                                                                   | Baktakék, községháza                            | 11.7 km | 3716, 3719, 3722, 3812, 3815, 3830                                                                                          |
| 8                                                                   | Baktakék, autóbusz-forduló vonalközi végállomás | 12.6 km | 3716, 3719, 3722, 3812, 3815, 3830                                                                                          |
| 9                                                                   | Alsógagy, gagyapáti elágazás                    | 15.9 km | 3719, 3815, 3830 |
| 10                                                                  | Alsógagy, templom                               | 16.4 km | 3719, 3815, 3830 |
| 11                                                                  | Felsőgagy, Arany János utca                     | 18.9 km | 3719, 3815, 3830 |
| 12                                                                  | Felsőgagy, csenyétei elágazás                   | 19.4 km | 3719, 3815, 3830 |
| Tanítási napokon 2; tanszünetben munkanapokon 1 indítás nem érinti. |                                                 |         | |
| 13                                                                  | Csenyéte, harangláb                             | 22.4 km | 3719, 3815, 3830 |
| 14                                                                  | Gagyvendégi elágazás                            | 28.5 km | 3717, 3718, 3719, 3812 |
| Tanítási napokon 2; tanszünetben munkanapokon 1 indítás nem érinti. |                                                 |         | |
| 15                                                                  | Nyirjestanya, bejárati út                       | 29.2 km | 3717, 3718, 3719, 3812 |
| 16                                                                  | Gagyvendégi, Báthori utca                       | 32.1 km | 3717, 3718, 3719, 3812 |
| 17                                                                  | Gagybátor, községháza                           | 34.3 km | 3717, 3718, 3719, 3812 |
| 18                                                                  | Gagyvendégi, Báthori utca                       | 36.5 km | 3717, 3718, 3719, 3812 |
| 19                                                                  | Nyirjestanya, bejárati út                       | 39.4 km | 3717, 3718, 3719, 3812 |
| 20                                                                  | Gagyvendégi elágazás                            | 40.1 km | 3717, 3718, 3719, 3812 |
| 21                                                                  | Krasznokvajda (Krasznok), Rákóczi utca          | 42.0 km | 3717, 3718, 3719, 3812, 3831                                                                                                |
| 22                                                                  | Büttösi elágazás                                | 42.3 km | 3717, 3718, 3812, 3831 |
| Csütörtökön 1 indítás érinti.                                       |                                                 |         | |
| ∫                                                                   | Büttös, autóbusz-váróterem                      | ∫       | 3717, 3718, 3812, 3831 |
| 22                                                                  | Büttösi elágazás                                | 42.3 km | 3717, 3718, 3812, 3831 |
| 23                                                                  | Krasznokvajda, Kossuth út 30.                   | 43.1 km | 3717, 3718, 3719, 3812, 3831                                                                                                |
| 24                                                                  | Krasznokvajda, óvoda vonalközi végállomás       | 43.7 km | 3717, 3718, 3719, 3812, 3831                                                                                                |
| Tanítási napokon 2 indítás érinti.                                  |                                                 |         | |
| ∫                                                                   | Krasznokvajda, iskola                           | ∫       | 3718, 3812, 3831 |
| 24                                                                  | Krasznokvajda, óvoda vonalközi végállomás       | 43.7 km | 3717, 3718, 3719, 3812, 3831                                                                                                |
| 25                                                                  | Szászfa, pamlényi elágazás                      | 45.8 km | 3717, 3718, 3719, 3812, 3831                                                                                                |
| 26                                                                  | Keresztétei elágazás vonalközi végállomás       | 46.7 km | 3718, 3812, 3831 |
| Tanítási napokon 1 indítás nem érinti.                              |                                                 |         | |
| 27                                                                  | Keresztéte, kápolna vonalközi végállomás        | 49.7 km | 3718, 3831 |
| 28                                                                  | Keresztétei elágazás vonalközi végállomás       | 52.7 km | 3718, 3812, 3831 |
| 29                                                                  | Pamlény, iskola végállomás                      | 55.2 km | 3718, 3812, 3831 |